# Sierra-leonische Volleyballnationalmannschaft der Männer
Die sierra-leonische Volleyballnationalmannschaft der Männer ist die Auswahl sierra-leonischer Volleyballspieler, welche die Fédération de Volley-Ball de la Sierra Leone auf internationaler Ebene, beispielsweise in Freundschaftsspielen gegen die Auswahlmannschaften anderer nationaler Verbände, aber auch bei internationalen Wettbewerben repräsentiert. 1964 trat der nationale Verband dem Weltverband Fédération Internationale de Volleyball (FIVB) bei. Im Oktober 2021 wurde die Mannschaft auf dem 20. Platz der kontinentalen Rangliste geführt.

## Internationale Wettbewerbe

### Sierra Leone bei Weltmeisterschaften
Die Mannschaft konnte sich bisher nicht für eine Weltmeisterschaft qualifizieren.

### Sierra Leone bei Olympischen Spielen
Bisher gelang es der Mannschaft nicht, sich für die olympischen Wettbewerbe zu qualifizieren.

### Sierra Leone bei Afrikameisterschaften
Die Mannschaft kann bisher keine Teilnahmen an der Afrikameisterschaft vorweisen.

### Sierra Leone bei den Afrikaspielen
Sierra Leones Volleyballnationalmannschaft der Männer nahm bisher nicht an den Wettbewerben der Afrikaspiele teil.

### Sierra Leone beim World Cup
Sierra Leone kann bisher keine Teilnahme am World Cup – dem Qualifikationsturnier für die Olympischen Spiele – vorweisen.

### Sierra Leone in der Weltliga
Die Weltliga fand bisher ohne sierra-leonische Beteiligung statt.